# Melvin Landerneau
Melvin Landerneau (Le Lamentin, 28 settembre 1997) è un pistard francese, campione europeo 2022 nel chilometro a cronometro.

## Palmarès

### Pista
- 2013 (Juniores)

Campionati francesi, Velocità a squadre Junior (con Killian Évenot e Maxime Vienne)
- 2014 (Juniores)

Campionati francesi, Velocità a squadre Junior (con Sébastien Vigier, Christophe Lamaille e Maxime Vienne)
- 2015 (Juniores)

Campionati francesi, Velocità a squadre Junior (con Sébastien Vigier e Christophe Lamaille)
Campionati francesi, Keirin Junior
Campionati francesi, Velocità Junior
Campionati europei, Velocità Junior
- 2018

Belgian Track Meeting, Velocità
Campionati europei, Velocità a squadre Under-23 (con Rayan Helal e Florian Grengbo)
- 2019

Belgian Track Meeting, Keirin
Belgian Track Meeting, Velocità
Track Cycling Challenge, Keirin
- 2022

Campionati europei, Chilometro a cronometro
Campionati francesi, Chilometro a cronometro

## Piazzamenti

### Competizioni mondiali
- Campionati del mondo su pista

Seul 2014 - Velocità a squadre Junior: 4º
Seul 2014 - Chilometro a cronometro Junior: 18º
Astana 2015 - Keirin Junior: 13º
Astana 2015 - Velocità Junior: 9º
Apeldoorn 2018 - Velocità: 11º
Berlino 2020 - Velocità a squadre: 4º
Berlino 2020 - Chilometro a cronometro: 11º
St. Quentin-en-Yv. 2022 - Velocità a squadre: 6º
St. Quentin-en-Yv. 2022 - Keirin: 5º
St. Quentin-en-Yv. 2022 - Chilometro a cronometro: 2º

### Competizioni europee
- Campionati europei su pista

Anadia 2014 - Velocità a squadre Junior: 3º
Anadia 2014 - Chilometro a cronometro Junior: 11º
Atene 2015 - Velocità a squadre Junior: 4º
Atene 2015 - Velocità Junior: vincitore
Atene 2015 - Keirin Junior: 6º
Montichiari 2016 - Velocità a squadre Under-23: 4º
Montichiari 2016 - Velocità Under-23: 4º
Anadia 2017 - Velocità Under-23: 6º
Berlino 2017 - Velocità: 17º
Aigle 2018 - Velocità a squadre Under-23: vincitore
Aigle 2018 - Velocità Under-23: 2º
Aigle 2018 - Keirin Under-23: 7º
Gand 2019 - Velocità a squadre Under-23: 2º
Gand 2019 - Chilometro a cronometro Under-23: 2º
Apeldoorn 2019 - Velocità a squadre: 3º
Monaco di Baviera 2022 - Velocità a squadre: 2º
Monaco di Baviera 2022 - Keirin: 3º
Monaco di Baviera 2022 - Chilometro a cronometro: vincitore
Grenchen 2023 - Velocità a squadre: 3º
Apeldoorn 2024 - Chilometro a cronometro: 3º